# Heteropoda cuspidata
Espèce
Heteropoda cuspidata est une espèce d'araignées aranéomorphes de la famille des Sparassidae.

## Distribution
Cette espèce est endémique du Sabah en Malaisie,. Elle se rencontre sur le mont Trusmadi.

## Description
Le mâle holotype mesure 21,7 mm.

## Systématique et taxinomie
Cette espèce a été décrite par Korai et Jäger en 2024.

## Publication originale
- Korai & Jäger, 2024 : « Five new species of Heteropoda Latreille, 1804 spiders (Araneae: Sparassidae) from Southeast Asia. » Zootaxa, no 5481(2), p. 241-259.